# Geophilus atopodon
Geophilus atopodon är en mångfotingart som beskrevs av Chamberlin 1903. Geophilus atopodon ingår i släktet Geophilus och familjen storjordkrypare. Inga underarter finns listade i Catalogue of Life.